# Аккала (Самарський район)
Аккала́ (каз. Аққала) — село у складі Самарського району Східноказахстанської області Казахстану. Адміністративний центр Аккалинського сільського округу.
Населення — 738 осіб (2021; 961 у 2009, 1136 у 1999, 1309 у 1989).
Національний склад станом на 1989 рік:
- росіяни — 45 %
- казахи — 42 %

До 2017 року село називалось Біле.